# Nio ET7
La NIO ET7 est une berline familiale électrique produite par le constructeur automobile chinois Nio à partir de 2021.

## Présentation

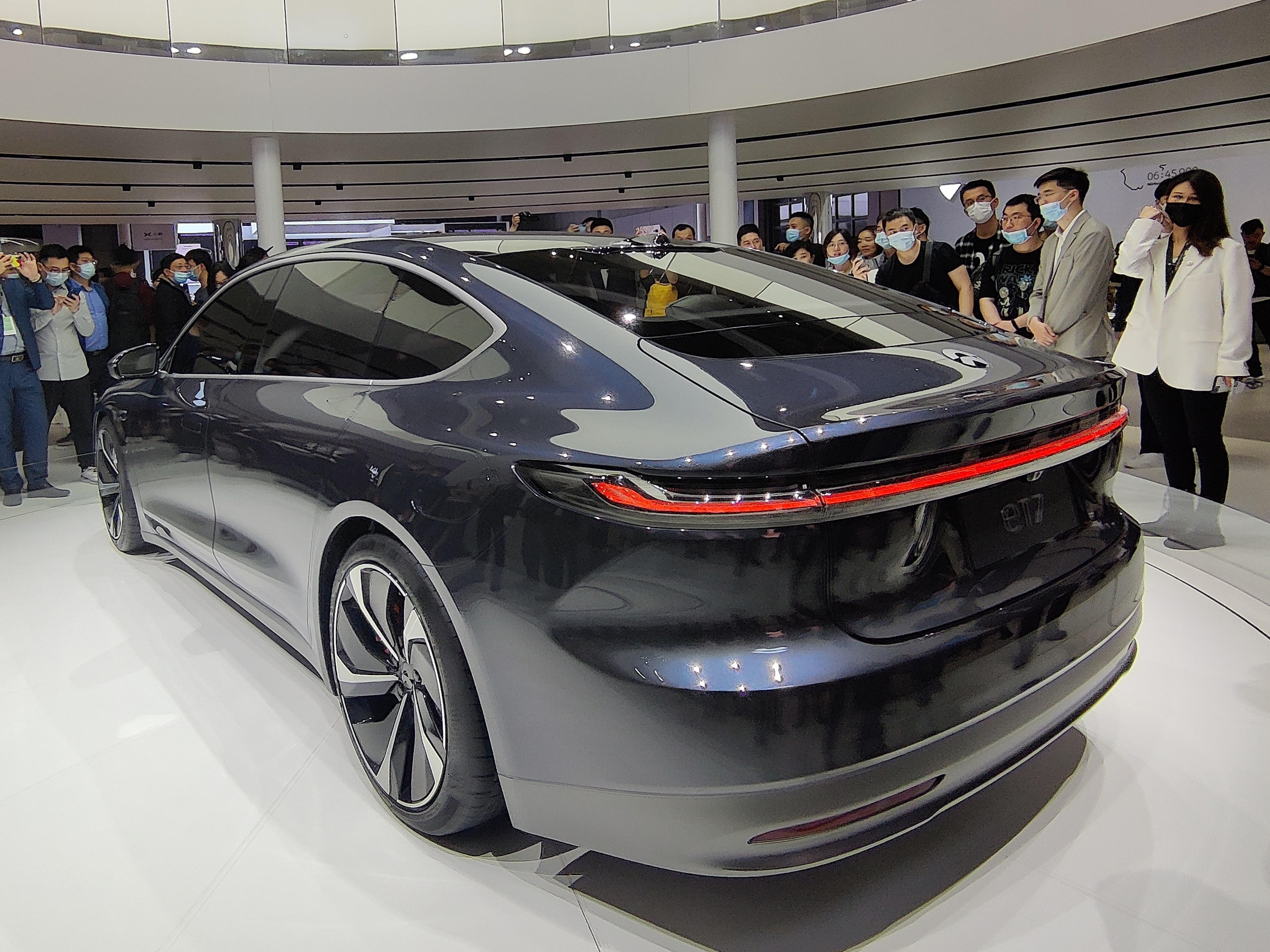
NIO ET7, arrière

La Nio ET7 est dévoilée le 9 janvier 2021 en Chine lors de l'événement "NIO Day" à Chengdu, conservant de nombreux éléments de conception du concept car NIO ET Preview de 2019. Elle sera lancée début 2022 avec un prix de départ de 448 000 ¥ (~ 69 200 USD). En Chine, elle agit en tant que concurrente directe de la berline Tesla Model S de Tesla.
L'intérieur de l'ET7 dispose d'un assistant personnel intelligent sur le tableau de bord, un tableau de bord électronique, un grand écran tactile central et un système audio à 23 haut-parleurs avec une sortie de 1 000 watts.
Les premiers exemplaires de la Nio ET7 sont livrés à partir de mars 2022 en Europe.

## Caractéristiques techniques

### Spécifications de la batterie
La NIO ET7 est disponible avec trois options de batterie : une batterie de 70 kWh (autonomie de 500 km), une batterie de 100 kWh (autonomie de 700 km) et une batterie à semi-conducteurs de 150 kWh (autonomie de 1 000 km), qui a une densité énergétique de 360 Wh/kg.
L'ET7 dispose de deux moteurs électriques, un à l'avant et un à l'arrière de la voiture, qui produisent une puissance combinée de 653 ch (480 kW) et 850 N m. L'accélération de 0 à 100 km/h est de 3,9 secondes, la distance de freinage de 100 à 0 km/h est de 33,5 m  et le coefficient de traînée est de 0,23.

### Système de conduite autonome
Le système de véhicule autonome de la NIO ET7 s'appelle Aquila, qui utilise 33 capteurs, comprenant 11 caméras haute définition de 8 mégapixels et une caméra longue distance haute définition, un LIDAR haute résolution avec une portée de 500 m, 5 radars à extrêmement haute fréquence, 12 radars à ultrasons et 2 unités de positionnement de haute précision. Le système de conduite autonome Aquila génère 8 gigaoctets de données par seconde qui sont analysées par un ordinateur de bord appelé Adam.

## Nio ET Preview
La Nio ET7 est préfigurée par le concept car Nio ET Preview présenté au salon de l'automobile de Shanghai en avril 2019. Elle présente en avant-première la série des berlines ET de NIO, et plus précisément, l'ET7 de production. L'ET7 conserve de nombreux éléments de conception et la forme générale du concept.

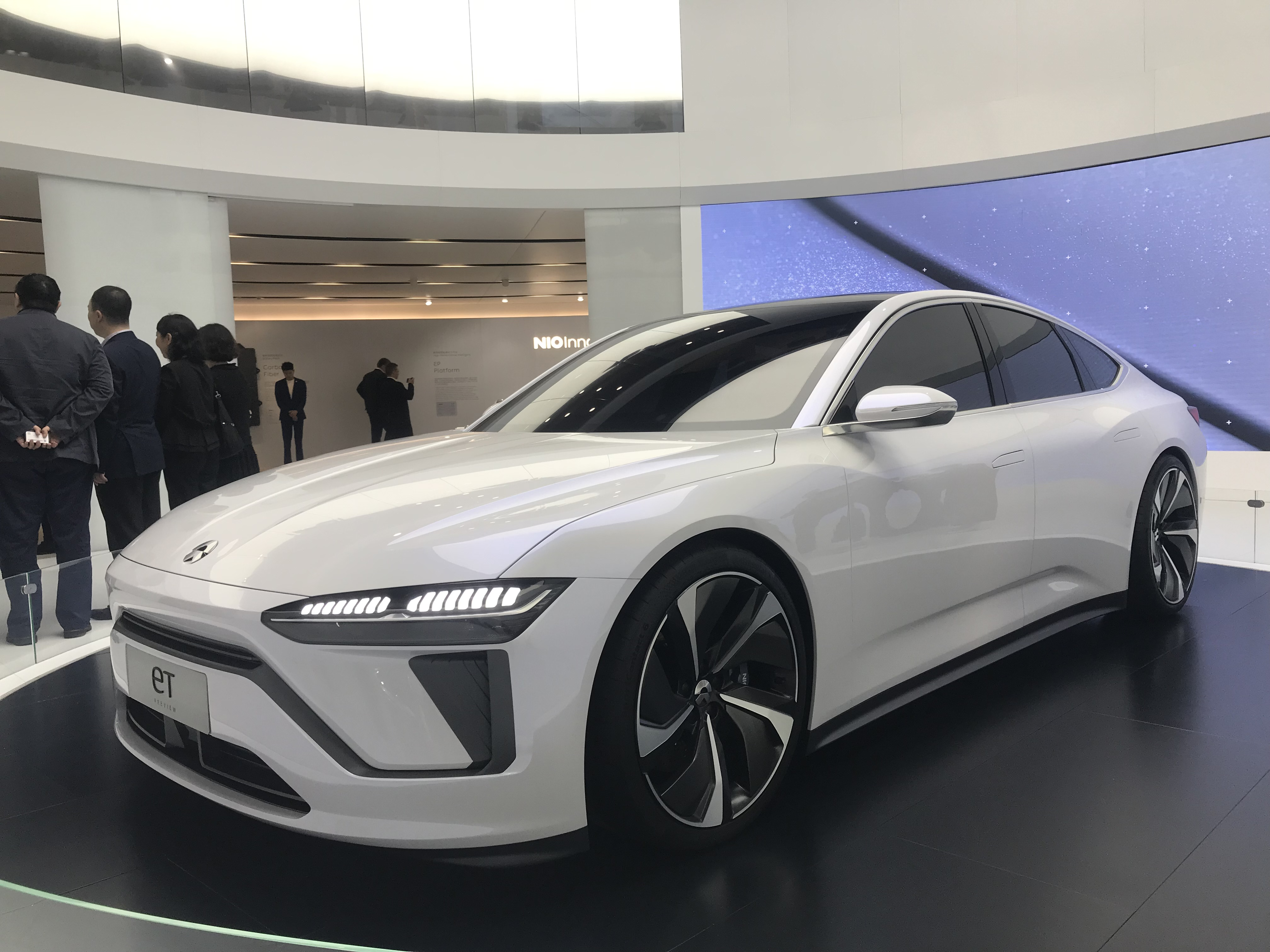
NIO ET Preview concept, avant
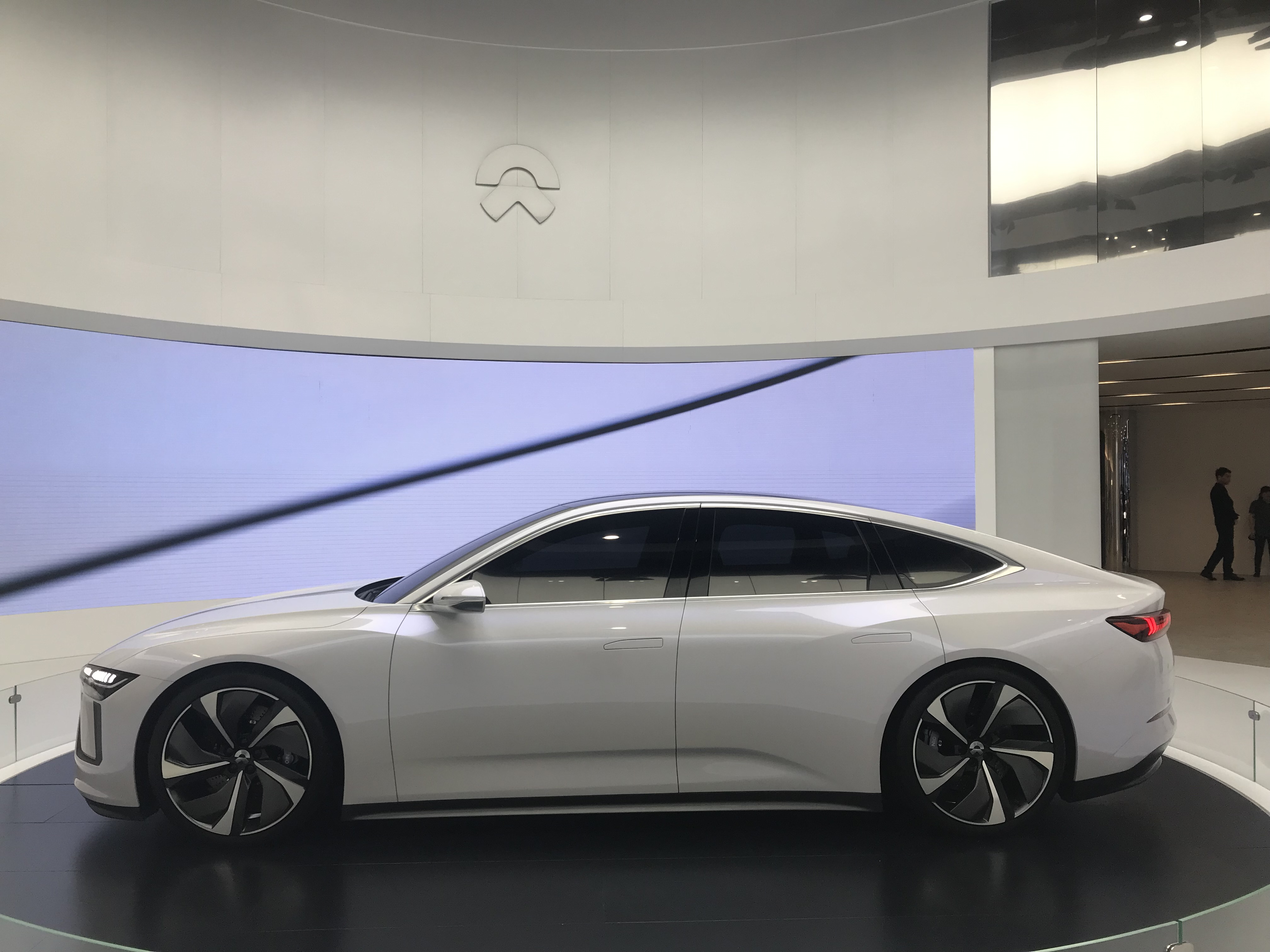
NIO ET Preview concept, côté
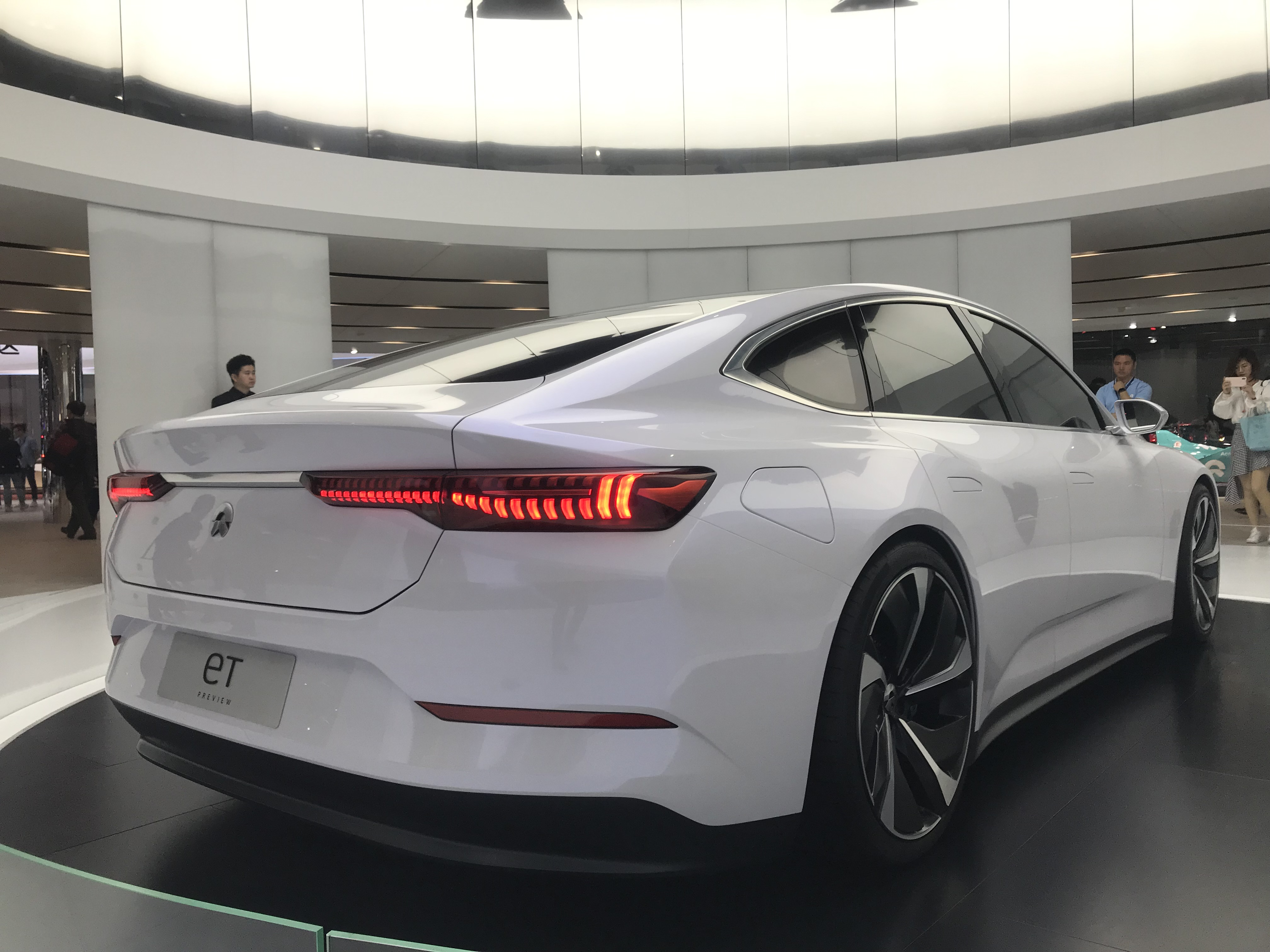
NIO ET Preview concept, arrière